# Mahmud di Terengganu
Il colonnello Almarhum Al-Sultan Mahmud Al-Muktafi Billah Shah Al-Haj ibni Almarhum Al-Sultan Ismail Nasiruddin Shah Al-Haj (Kuala Terengganu, 29 aprile 1930 – Singapore, 14 maggio 1998) è stato sultano di Terengganu in Malaysia dal 1920 al 1942.

## Biografia
Mahmud di Terengganu nacque a Kuala Terengganu il 29 aprile 1930. Era il primo figlio del sultano Ismail Nasiruddin e di sua moglie Tengku Tengah Zaharah. Il 13 dicembre 1950 venne nominato erede al trono con il titolo di Yang di-Pertuan Muda. Dal 21 settembre 1965 al 20 settembre 1970 servì come reggente mentre il padre era Yang di-Pertuan Agong.
Il 21 settembre 1979 fu proclamato nuovo sultano. Venne incoronato all'Istana Maziah di Kuala Terengganu il 21 marzo 1980. Lo stesso anno venne nominato colonnello del Corpo reale corazzato.
Era amico intimo del suo consigliere Tan Sri Wan Mokhtar Ahmad, Ministro capo di Terengganu dal 1974 al 1999. Il suo obiettivo principale del suo regno fu quello rendere il Terengganu, lo stato malese a quel tempo più povero, una terra sviluppata. I progetti statali più importanti avviati sotto il suo regno furono il complesso della Petronas Petroleum a Kerteh, la centrale elettrica Sultano Ismail di Páka, la più grande centrale elettrica del paese, la diga Kenyir, il ponte sultano Mahmud, che collega i quartieri Pulau Duyong e Kuala Nerus della capitale Kuala Terengganu, il Wisma Darul Iman, sede del governo locale e la moschea Tengku Tengah Zaharah, una moschea galleggiante. Negli anni furono scoperti diversi giacimenti di petrolio e gas naturale che contribuirono allo sviluppo del sultanato.
Nel 1984, con il sultano Salahuddin di Selangor fece l'Hajj, il pellegrinaggio a La Mecca che ogni musulmano deve fare una volta nella vita.

## Hobby
I suoi hobby preferiti erano il golf e la fotografia. Catturò le immagini di molti luoghi interessanti della sua terra: l'hotel Primula, la Wisma Darul Iman, l'Istana Maziah, la moschea Tengku Tengah Zaharah, la moschea Abidin, il villaggio di Rantau Abang, celebre perché vi nidifica la tartaruga Dermochelys coriacea, e molti altri.

## Morte
Morì presso il Mount Elizabeth Hospital di Singapore il 14 maggio 1998. È sepolto nella moschea Al-Muktafi Billah Shah di Kuala Terengganu, la nuova moschea reale. Fu il primo sovrano ad essere sepolto in questo edificio.